# Реклинатор
Реклинатор — ортопедическое приспособление для людей, страдающих нарушениями осанки с локализацией в верхнегрудном
отделе позвоночника, при нарушениях мышечного равновесия вследствие миопатии и других заболеваний. Реклинатор состоит из хлопчатобумажной или капроновой тесьмы, металлической или пластмассовой рамки, пластмассовых подмышечников, головодержателя, надплечника, крепления. Рамка расположена сзади по ходу позвоночника и крепится тесьмой, огибающее туловище, с остальными деталями реклинатора. В СССР в 70-80 годах XX века выпускались реклинаторы КР1-01, КР1-02, КР1-04.